# Kushinagar
Kushinagar (Câu-thi-na, 26°44′28″B 83°53′17″Đ / 26,741°B 83,888°Đ) là một thị xã và là một nagar panchayat của quận Kushinagar thuộc bang Uttar Pradesh, Đông Ấn Độ. Theo Kinh Đại Bát Niết-bàn (Mahāyāna Mahāparinirvāṇa Sūtra) và căn cứ dấu vết khảo cổ hiện đại, Kushinagar là nơi Tất-đạt-đa Cồ-đàm nhập niết bàn.

## Nhân khẩu
Theo điều tra dân số năm 2001 của Ấn Độ, Kushinagar có dân số 17.982 người. Phái nam chiếm 52% tổng số dân và phái nữ chiếm 48%. Kushinagar có tỷ lệ 62% biết đọc biết viết, cao hơn tỷ lệ trung bình toàn quốc là 59,5%: tỷ lệ cho phái nam là 70%, và tỷ lệ cho phái nữ là 54%. Tại Kushinagar, 15% dân số nhỏ hơn 6 tuổi.